# Linda Välimäki
Pour les articles homonymes, voir Välimäki.
Linda Välimäki, née le 31 mai 1990 à Ylöjärvi en Finlande, est une joueuse de hockey sur glace finlandaise.
Avec l'équipe de Finlande de hockey sur glace féminin, elle remporte la médaille de bronze olympique en 2010 à Vancouver et en 2018 à Pyeongchang.

## Statistiques
| Année | Équipe   | Compétition |         | PJ | B | A | Pts | Pun | +/-                |  | Résultat |
| 2010  | Finlande | JO          | Finland | 0  | 2 | 2 | 4   | -1  | Médaille de bronze |  |          |

## Trophées et honneurs personnels
- Médaille de bronze olympique de hockey sur glace féminin en 2010 à Vancouver (Canada).